# Il matrimonio di Lorna
Il matrimonio di Lorna (Le Silence de Lorna) è un film del 2008 scritto e diretto da Jean-Pierre e Luc Dardenne. Il film è stato presentato in anteprima mondiale il 19 maggio 2008 al festival di Cannes 2008, dove è stato premiato per la miglior sceneggiatura. Il film è poi uscito al cinema in Belgio e in Francia il 27 agosto 2008, mentre la data d'uscita italiana è stata il 19 settembre 2008.
Rispetto ai precedenti film dei fratelli Dardenne il film è più dialogato e ha un uso inferiore della camera a mano; infatti per il film hanno usato una camera a 35 mm, mentre di solito usavano una 16 mm, più leggera e maneggevole. Secondo qualcuno questo film segna l'inizio di un "nuovo corso" nel cinema dei fratelli belgi.
La traduzione letterale del titolo originale è Il silenzio di Lorna.

## Trama
Liegi, Belgio. Lorna è una giovane immigrata albanese, che per avere la cittadinanza ha pagato un tossicodipendente, Claudy, per sposarla. Lorna dovrebbe pagare al giovane il doppio per poter poi divorziare. Insieme al tassista Fabio ha però progettato di farlo morire per overdose, per poi potersi sposare con un russo e far ottenere la cittadinanza a quest'ultimo, che la paga molto bene. Lorna, fidanzata con Sokol, ha il sogno di aprire un bar. Claudy, però, vuole farla finita con la droga e chiede aiuto proprio a Lorna, la quale, dopo un'iniziale ostilità, decide di aiutarlo, anche perché inizia a provare qualcosa per lui. Lorna cerca allora di anticipare il divorzio per non far morire Claudy, ma Fabio gli procura l'overdose uccidendolo. In seguito Lorna si convince di essere incinta di Claudy, con il quale ha avuto un rapporto, anche se i medici le assicurano che non lo è. Così va in fumo l'affare con il russo e Lorna si vede voltare le spalle sia da Fabio che dal fidanzato Sokol, i quali si riprendono quasi tutti i soldi della ragazza. Quando inizia a sospettare che la vogliano uccidere, a Lorna non resta che una fuga disperata con il bambino che crede di portare in grembo.

## Produzione e attori
L'idea per il film è arrivata ai Dardenne tramite una donna che hanno conosciuto prima della lavorazione di L'Enfant - Una storia d'amore. La donna, un'assistente sociale, aveva un fratello coinvolto in una situazione simile a quella di Claudy nel film.
L'attrice principale è stata scelta attraverso degli annunci pubblicati dai registi che cercavano una donna fra i 25 e i 30 anni che parlasse albanese. Arta Dobroshi, kosovara di Pristina, è stata selezionata tra i provini di 300 attrici. Prima di fare il film non conosceva il francese, che ha imparato appositamente in circa due mesi.
Jérémie Renier, invece, aveva già lavorato con i Dardenne in La Promesse (1996, era ancora un adolescente) e L'Enfant - Una storia d'amore (2005), nel quale interpretava il ruolo principale.
Le prove per il film sono durate un mese e mezzo, le riprese tre.

## Curiosità
- Il film è l'argomento principale di uno dei capitoli del saggio Cose che abbiamo in comune[5], di Zygmunt Bauman; più precisamente la trentottesima lettera, La voce del silenzio di Lorna. Oltre a fare un riassunto dell'opera e a fornirne una personale interpretazione, Bauman asserisce che la ritiene "una delle più belle lettere dal mondo liquido-moderno che mai siano state scritte... o almeno una delle migliori che io abbia mai avuto la possibilità di leggere o sia capace di immaginare", e che "nel film dei Dardenne ho colto una metafora drammatica ed efficace delle scelte che ci troviamo di fronte e del prezzo da pagare per quello che facciamo".

## Riconoscimenti
- 2008 - Festival di Cannes
  - Miglior sceneggiatura
- 2008 - Premio LUX
- 2009 - Premio Lumière
  - Miglior film francofono